# White River Junction
White River Junction est une municipalité dans l'État du Vermont aux États-Unis. Sa population était de 2 286 en 2010.

## Historique
Le village a longtemps eu un rôle dans le transport, principalement comme une jonction de chemin de fer. Depuis l'arrivée des premiers chemins de fer à la fin des années 1840 jusqu'à la diminution de son importance dans les années 1960 en raison du système d'autoroute. White River Junction était la communauté de chemin de fer la plus importante dans le Vermont. Dans les années 1880, une cinquantaine  de trains de voyageurs qui s'arrêtent chaque jour, plus de nombreux trains de marchandises, depuis 5 chemins de fer différents alors que la ville à moins de 3000 habitants.
Son importance était à l'origine naturelle en raison de son emplacement au confluent de la White River avec le fleuve Connecticut. En 1803, Elias Lyman construit un pont sur le Connecticut de la rive nord de la rivière Blanche à West Lebanon (en).

## Centre pour l'étude des cartoons
En 2004 les auteurs James Sturm et Michelle Ollie décident d'ouvrir une école de bande dessinée, le « Center for Cartoon Studies (CCS) », elle est installée dans la ville, adossée à une bibliothèque nommée en l'honneur de Charles M. Schulz. Installée depuis 2011 dans l'ancien bâtiments des postes, l'école accueille une quarantaine d'étudiant tournés vers la bande dessinée alternative plutôt que l'apprentissage d'une forme standardisée.
Chaque année, un jeune auteur déjà salué pour ses travaux mais voulant accéder à un nouveau cap de professionnalisation peut postuler pour être « fellowship ». Il peut ainsi travailler à ses projets, en résidence dans la ville, en ayant accès au matériel tout en donnant quelques cours. Le programme est international et a pu voir passer Julie Delporte, Sasha Velour, David Libens, Noah Van Sciver, MK Czerwiec, Liniers, Kurt Shaffert ou Max de Radiguès, qui en a tiré un journal de bord publié par 6 pieds sous terre : Pendant ce temps à White River Junction, sélectionné au Festival d'Angoulême 2012. Julie Delporte l'évoque aussi dans son Journal (L'Agrume, 2013, réédité en 2020 chez Pow Pow).
Le centre est le sujet de Cartoon College, un film documentaire de Josh Melrod et Tara Wray sorti en 2012. Il suit des élèves des promotions entrées entre 2008 et 2011. Il a été projeté dans de nombreux festivals dont ceux de Vancouver, Glasgow ou Salt Lake City.